# Johan Geirnaert
Johan Geirnaert (Sleidinge, 9 januari 1951) is een Belgische gewezen atleet, die zich had toegelegd op het veldlopen en de marathon. Hij nam eenmaal deel aan de Olympische Spelen en veroverde één Belgische titel.

## Biografie
Geirnaert nam tweemaal deel aan de wereldkampioenschappen veldlopen, maar behaalde geen ereplaatsen. In 1984 werd hij Belgisch kampioen op de marathon en wist hij zich met deze prestatie te plaatsen voor de Olympische Spelen in Los Angeles, waar hij een eenenveertigste plaats behaalde.

### Clubs
Geirnaert was aangesloten bij Ajax Gent.

## Belgische kampioenschappen
| Onderdeel | Jaar |
| --------- | ---- |
| marathon  | 1984 |

## Persoonlijk record
Outdoor
| Onderdeel | Prestatie | Datum      | Plaats |
| --------- | --------- | ---------- | ------ |
| marathon  | 2:12.16   | 1 mei 1984 | Peer   |

## Palmares

### 10 km
- 1984:  Quatre Saisons Amiens - 30.12

### halve marathon
- 1978:  halve marathon van Oudenaarde - 1:09.55

### marathon
- 1983:  marathon van Ruiselede - 2:19.32
- 1983:  marathon van Amsterdam - 2:15.07
- 1983: 10e European Cup in Laredo - 2:14.40
- 1983: 8e marathon van Montreal - 2:15.04
- 1984: 4e marathon van Lyon - 2:16.28
- 1984:  BK AC in Peer – 2:12.16 (1e overall)
- 1984: 41e OS in Los Angeles – 2:21.35
- 1984:  marathon van Seoel - 2:14.33
- 1984: 18e marathon van New York - 2:21.09
- 1985: 4e marathon van Lyon - 2:17.35
- 1985:  BK AC in Leuven – 2:16.54 (2e overall)
- 1985:  marathon van Reims - 2:17.52
- 1986:  marathon van Manilla - 2:24.03
- 1986:  marathon van Amsterdam - 2:16.07
- 1986: 5e marathon van Montreal - 2:18.24,1
- 1986: 15e marathon van Peking - 2:14.12
- 1987: 56e Wereldbeker in Seoel - 2:18.40
- 1987:  marathon van Amsterdam - 2:14.22
- 1987: 6e marathon van Montreal - 2:17.48
- 1988:  marathon van Manilla - 2:25.22
- 1988:  Westland Marathon – 2:15.30
- 1990: 5e marathon van Barcelona - 2:20.09

### veldlopen
- 1979: 159e WK in Limerick
- 1980: 107e WK in Parijs